# Colton Sissons
Colton Sisson (ur. 5 listopada 1993 w North Vancouver) – kanadyjski hokeista, gracz ligi NHL.

## Kariera klubowa
- Vancouver NW Giants (2008 – 2009)
- Westside Warriors (2009 – 2010)
- Kelowna Rockets (11.01.2010 – 2012)
- Nashville Predators (13.09.2012 -)
  -  Kelowna Rockets (2012 – 2013)
  -  Milwaukee Admirals (2013 – 2016)

## Sukcesy
Indywidualne
- Występ w drużynie gwiazd ligi AHL w sezonie 2013–2014

Klubowe
- Clarence S. Campbell Bowl z zespołem Nashville Predators w sezonie 2016-2017